# Граффити (фильм)
«Граффи́ти» — российский художественный фильм, снятый режиссёром Игорем Апасяном в 2006 году. Картина является последней работой режиссёра. Премьера фильма прошла в рамках XIX международного кинофестиваля в Токио. Фильм снят по мотивам повести Игоря Божко «Лица на облаках».

## Сюжет
Герой фильма, студент столичного художественного училища Андрей Драгунов, волею обстоятельств попадает в российскую глубинку. Среди новых знакомых — пьющий деревенский философ по кличке Клизя, ассенизатор Митяй — ветеран войны в Чечне, влюблённый в местную сумасшедшую по имени Мария.
Согласившись на предложение председателя сельсовета — Мирона Сысоевича, он берётся расписать стену сельского клуба. По первоначальной задумке на ней планировалось изобразить ныне живущих работников администрации и передовиков, а также первого председателя колхоза, который погиб на войне с фашистами. Но вскоре с просьбой запечатлеть на той же картине и их погибших родственников начинают приходить другие сельчане. Андрей пытается возражать, что композиция будет нарушена, но в итоге соглашается.

## В ролях
| Актёр              | Роль                                              |
| ------------------ | ------------------------------------------------- |
| Андрей Новиков     | Андрей Драгунов (студент художественного училища) |
| Виктор Перевалов   | Клизя (деревенский философ по имени Экклезиаст)   |
| Сергей Потапов     | Митяй                                             |
| Лариса Гузеева     | Мария («сумасшедшая»)                             |
| Александр Ильин    | Мирон Сысоевич                                    |
| Ольга Юрасова      | дежурная в гостинице                              |
| Валентина Малявина | продавец сельского магазина                       |
| Олег Шеремет-Доска | фермер по разведению страусов                     |
| Ольга Демидова     | мать погибшего в Чечне солдата                    |
| Артур Арзоян       | ухажёр продавщицы                                 |

## Награды
- 2007 — Специальный диплом жюри Ереванского международного кинофестиваля (Игорь Апасян)
- 2006 — Приз «Серебряная ладья» на XIV Фестивале российского кино «Окно в Европу» — 2006 («Выборгский счет»)
- Специальный приз жюри на Токийском международном кинофестивале, г. Токио (Япония)
- Гран-При Международного кинофестиваля, г. Сеул (Южная Корея)
- Гран-При Любуского кинофестиваля Восточно-Европейского кино, г. Лагов (Польша)
- Специальный приз Ч. Айтматова на Первом Иссык-Кульском кинофестивале стран-участниц Шанхайской организации сотрудничества, г. Чолпон-Ата (Кыргызстан)
- Приз «Зрительских симпатий» и Диплом «За лучший фильм программы» — Кинофестиваль «Московская премьера», г. Москва
- Приз им. Валерия Фрида «За драматургию фильма» — Международный кинофестиваль «СТАЛКЕР», г. Москва
- Специальный приз жюри — Международный кинофестиваль им. С. Ф. Бондарчука «Волоколамский рубеж», г. Волоколамск (Московская область)
- Специальный приз жюри — Московский Открытый кинофестиваль «Отражение», г. Зеленоград (Зеленоградский округ города Москвы)
- Специальный приз жюри — Гатчинский кинофестиваль «Литература и кино», г. Гатчина (Ленинградская область)

## Съёмки
Съёмки проводились в городах Спас-Клепики и Касимов, а также в посёлке Гусь-Железный (Рязанская область). Некоторые кадры снимали в городе Рыбное Рязанской области.

## Песни, прозвучавшие в фильме
- Animal ДжаZ — «Шаг Вдох» и «Аравика» (crazy fortepiano version). На песню «Шаг Вдох» был снят видеоклип, содержащий в себе кадры из фильма.
- 5’Nizza — «Солдат»
- Сергей Наговицын — «Потерянный край»
- Шарль Азнавур — «Вечная любовь»